# Motor pre-unitari

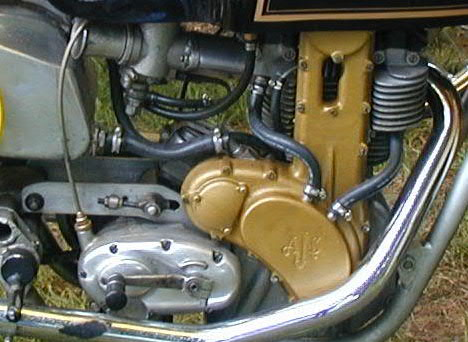
Motocicleta de velocitat AJS 7R on s'aprecia el disseny típic d'una caixa de canvis separada, amb les plaques de muntatge, forats rebaixats i cargols roscats d'ajustament visibles.

Un motor pre-unitari o de construcció pre-unitària, conegut també com a motor amb la caixa de canvis separada o de construcció separada, és un tipus de motor de combustió interna en què la caixa de canvis i el bloc del motor són dos components separats, cadascun amb el seu propi dipòsit d'oli, connectats per una cadena motriu dins un càrter principal. Les plaques de muntatge s'acostumen a fixar al bastidor, cosa que permet d'ajustar la cadena mitjançant un moviment de vaivé de la caixa de canvis i mitjançant ajustadors de cargols i forats de muntatge allargats.
Es tracta d'una mena de motors pràcticament desapareguts a l'actualitat però que varen ser hegemònics dins el sector de la motocicleta durant dècades. Tot i que Singer va proposar un motor i una caixa de canvis integrats en una sola carcassa ja el 1911, no va ser fins a la dècada del 1950 que el progrés tècnic va permetre construir de manera fiable els anomenats motors unitaris, amb la caixa de canvis integrada en una sola unitat. Hi ha una variant d'aquest sistema en què la caixa de canvis es cargola directament al motor.

## Característiques
El terme anglès pre-unit es va començar a aplicar principalment a les motocicletes d'un i dos cilindres BSA/Triumph després que aquesta empresa adoptés la construcció unitària a començaments de la dècada del 1960. En canvi, Norton i Royal Enfield mai no van anar més enllà de la construcció amb caixa de canvis separada. Fins i tot després de l'adopció de la construcció unitària, BSA/Triumph mantenia encara sistemes d'oli separats per al motor i la caixa de canvis. Van ser els japonesos els qui van començar a fer servir el mateix oli al motor i a la caixa de canvis de les motocicletes. Tret de la família de cotxes Mini, la indústria de l'automòbil també té el costum de separar l'oli de motor del de la caixa de canvis. L'oli de la caixa de canvis ha de ser capaç de suportar fortes forces de tall, mentre que el del motor actua com a refrigerant; l'adopció d'un únic lubrificant per al motor i la caixa de canvis suposa sempre, doncs, un compromís.
Normalment, una moto amb la caixa de canvis separada no hauria de poder fer servir el motor com a part del bastidor a la manera d'element estructural, ja que el conjunt motor-càrter-caixa de canvis no seria prou rígid. El bastidor "Isolastic" de la Norton Commando de 1969 tenia un motor amb caixa de canvis separada on aquesta i el conjunt del basculant anaven cargolats en plaques fixades al bastidor mitjançant casquets de goma.
Entre els fabricants japonesos, Kawasaki va produir amb el sistema de construcció separada una motocicleta de 650 cc amb motor bicilíndric vertical, heretada de l'adquisició de Meguro el 1964. Els models Meguro K eren còpies dels models BSA A7 i BSA A10, però tot i que els aspectes exteriors en són similars, cap peça no és intercanviable amb les BSA originals.